# Новенькое (Городенское сельское поселение)
Новенькое — деревня в Конаковском районе Тверской области. Входит в состав Городенского сельского поселения.

## География
Находится в юго-восточной части Тверской области на расстоянии приблизительно 4 км на север-северо-запад от поселка Редкино.

## История
Известна с 1594 года. В 1851 году здесь (тогда Новинки) было учтено 7 дворов, в 1900 - 23. В период коллективизации был создан колхоз "Красный пахарь" .

## Население
Численность населения: 45 человек (1851 год), 139 (1900), 12 (русские 93 %) в 2002 году, 10 в 2010.